# North Hertfordshire League
The  North Hertfordshire League var en engelsk fotbollsliga. 
Den hade två divisioner, North Hertfordshire League Premier Division och Division One. Toppdivisionen Premier Division låg på nivå 13 i det engelska ligasystemet. Den var en matarliga till Hertfordshire Senior County League.
Säsongen 2005-06 vann St Ippolyts Premier Division och Baldock Reserves Division One.
Ligan slogs sig samman med Mid-Herts Football League och bildade sommaren 2006 en ny liga med namnet North & Mid-Herts Football League.